# Mothocya sajori
Mothocya sajori är en kräftdjursart som beskrevs av Bruce1986. Mothocya sajori ingår i släktet Mothocya och familjen Cymothoidae. Inga underarter finns listade i Catalogue of Life.

## Bildgalleri

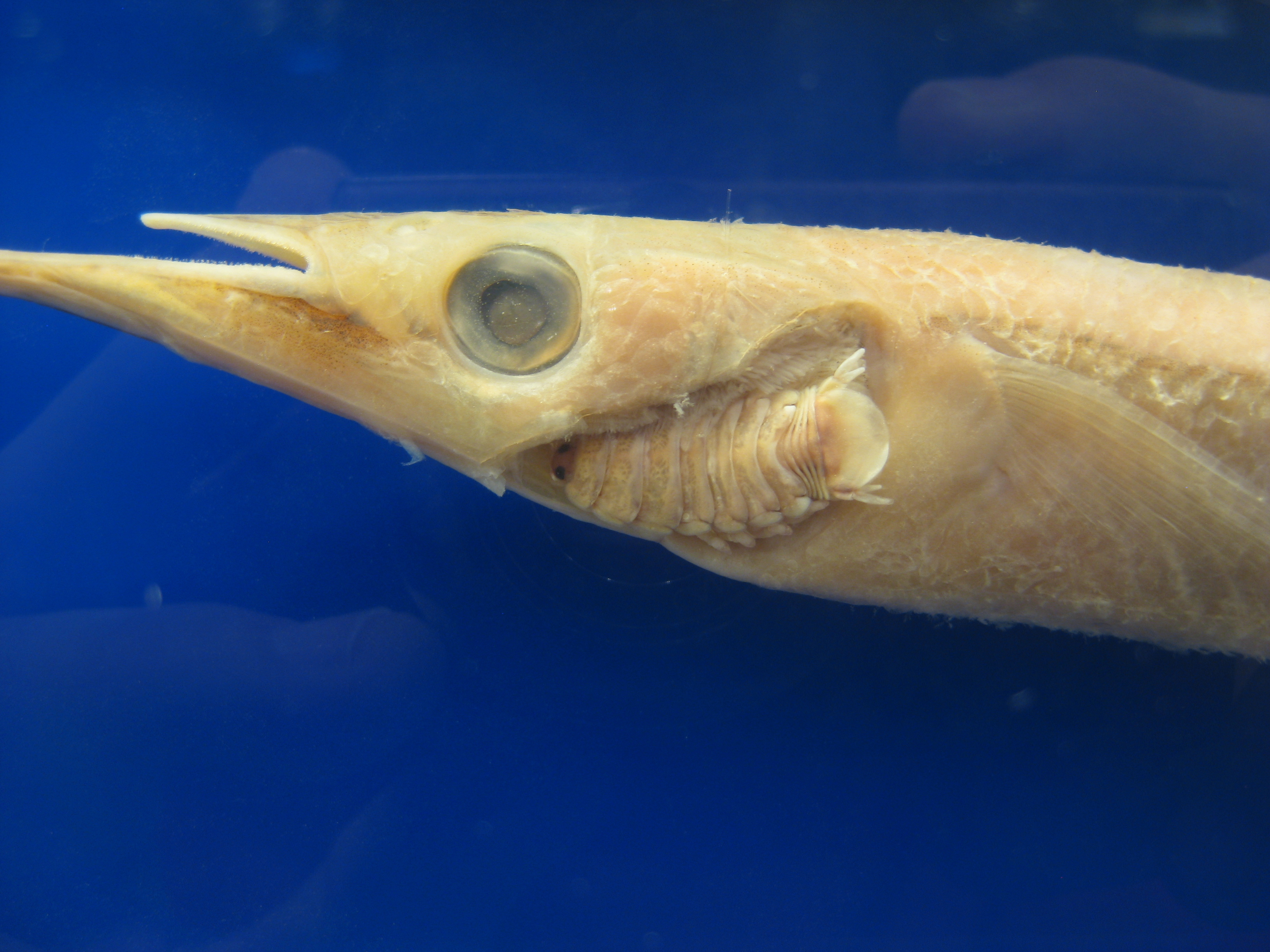